# Хайнрих XXI фон Шварцбург-Бланкенбург
Хайнрих XXI/XXXI фон Шварцбург-Бланкенбург (на немски: Heinrich XXI/XXXI von Schwarzburg-Blankenburg; Heinrich XXXI, Graf von Schwarzburg-Sondershausen; * 1 януари или 30 ноември 1473; † 4 август 1526, Нордхаузен) е граф на Шварцбург-Бланкенбург (1503 – 1528).

## Произход
Той е син на граф Гюнтер XXXVIII фон Шварцбург-Бланкенбург (* 1450, Рудолщат; † 29 ноември 1484, убит в битка в Бремен) и съпругата му Катарина фон Кверфурт († 1531), дъщеря на Бруно VI фон Кверфурт (1416 – 1496) и графиня Анна фон Глайхен († 1481). Внук е на Хайнрих XXVI фон Шварцбург-Бланкенбург (1418 – 1488) и принцеса Елизабет фон Клеве (1420 – 1488). Баща му е брат на Хайнрих XXVII фон Шварцбург (1440 – 1496), архиепископ на Бремен (1463 – 1496), епископ на Мюнстер (1466 – 1496).
Майка му се омъжва втори път през 1497 г. за граф Филип II фон Валдек († 1524). Така Хайнрих XXI е роднина с Франц фон Валдек († 1553), от 1530 г. администратор на Минден, от 1530 г. епископ на Минден, от 1532 г. епископ на Оснабрюк и Мюнстер. Брат е на Катарина фон Шварцбург († 1514), омъжена 1496 г. за граф Райнхард IV фон Ханау-Мюнценберг († 1512), и на Маргарета фон Шварцбург († 1518), омъжена 1502 г. за ландграф Йохан IV фон Лойхтенберг († 1531), и на Барбара фон Шварцбург († 1523), абатиса на манастир в Илм от 1522 г.

## Фамилия
Първи брак: през 1498/1499 г. с графиня Магдалена фон Хонщайн (* пр. 1480; † 28 юни 1504, Зондерсхаузен), дъщеря на граф Ернст IV фон Хонщайн-Клетенберг († 1508) и Маргарета Ройс-Гера († 1497). Тя умира на 24 години. Те имат децата:
- Гюнтер XL „Богатия“ (* 31 октомври 1499, Зондерсхаузен; † 10 ноември 1552, Герен), граф на Шварцбург-Бланкенбург, женен на 19 ноември 1528 г. за графиня Елизабет фон Изенбург-Бюдинген-Келстербах († 14 май 1572), дъщеря на граф Филип фон Изенбург-Бюдинген-Ронебург (1467 – 1526) и графиня Амалия фон Ринек (1478 – 1543).
- Анна (* 7 септември 500; † ок. 1525), монахиня
- Маргарета (* 19 май 1502; † март/април 1540), абатиса на манастир Кведлинбург (1523 – 1525)
- Хайнрих XXXIII (* 5 февруари 1504; † 5 август 1528, удавен), граф на Шварцбург-Франкенхаузен (1526 – 1528)

Втори брак: на 19 август 1506 г. с графиня Анна фон Насау-Висбаден-Идщайн (* 9 юли 1490, Лайден; † 10 ноември 1550), дъщеря на граф Адолф III фон Насау-Висбаден-Идщайн (1443 – 1511) и Маргарета фон Ханау-Лихтенберг (1463 – 1504). Те имат един син:
- Хайнрих XXXIV/XXXIII 'Млади' (* 7 август 1507, Зондерсхаузен; † 10 януари 1537, Франкенхаузен), граф на Шварцбург-Зондерсхаузен-Келбра-Шернберг, граф на Шварцбург-Франкенхаузен (1528 – 1537), женен 1531 г. в Дрезден за Маргарета фон Шьонберг († сл. 1537), дъщеря на Каспар фон Шьонберг, господар на Заксенбург